# 丹·格尼
丹尼尔·塞克斯顿·格尼（英語：Daniel Sexton Gurney，1931年4月13日—2018年1月14日）是一名美国的赛车手。
格尼在一级方程式赛车、印第赛车、全国改装赛车竞赛协会、加美赛和跨美系列赛中都赢得过比赛。
1967年，在与A·J·福伊特一起赢得勒芒24小时赛后，格尼在颁奖台上庆祝时自发地喷洒香槟酒，这在此后成为许多赛车赛事的惯例。在1968年德国大奖赛上，他成为有史以来第一位在大奖赛中使用全罩式头盔的车手。

## 外部連結
- 维基共享资源上的相關多媒體資源：丹·格尼